# 신성 잔해

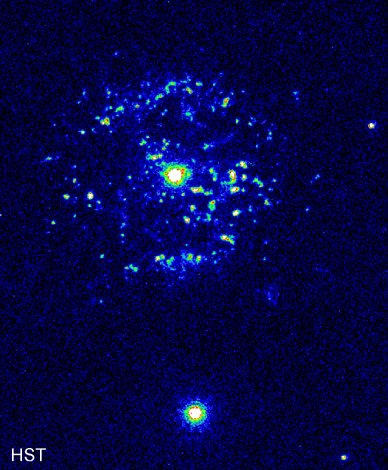
신성 잔해

신성 잔해(新星 殘骸, nova remnant)란 신성 폭발 당시에 이 폭발하고 남겨진 물질들로 만들어진 거품 같은 구조이다. 약 시속 1000 킬로미터의 팽창 속도를 가지고 있고, 수명은 수 백 년 정도이다. 수명이 매우 짧기 때문에 신성의 빛이 지구에 도달하기도 전에 모두 흩어져 버릴 것으로 생각된다. 신성 잔해는 초신성 잔해나 행성상 성운보다 질량이 훨씬 적다.

## 같이 보기
- 행성상성운
- 초신성 잔해